# Степана Разина (Брянская область)
Степана Разина (имени Степана Разина) — упразднённый в 2015 году посёлок в Гордеевском районе Брянской области, в составе Творишинского сельского поселения. Располагался в 3 км к западу от села Творишино, в 4 км к юго-востоку от Гордеевки. Постоянное население с 2007 года отсутствовало.

## История
Возник в конце 1920-х гг. (первоначальное название — Стенька Разин); до 2005 года входил в Творишинский сельсовет.
Упразднён законом Брянской области от 28 сентября 2015 года № 74-З в связи с фактическим отсутствием жителей.
| Годы      | 1979 | 1989 | 2002 | 2010 |
| --------- | ---- | ---- | ---- | ---- |
| Население | 28   | 15   | 5    | 0    |